# Jorge Guagua
Jorge Daniel Guagua Tamayo (ur. 28 września 1981 w Esmeraldas) – ekwadorski piłkarz występujący najczęściej na pozycji środkowego obrońcy.

## Kariera klubowa
Guagua jest wychowankiem klubu CD El Nacional. W jego barwach zadebiutował w 2000 roku w lidze ekwadorskiej w wieku 19 lat. W pierwszym sezonie gry rozegrał tylko 2 mecze, ale już w 2001 roku był podstawowym zawodnikiem drużyny i z Nacionalem wywalczył wicemistrzostwo kraju. W 2002 roku zadebiutował w Copa Libertadores, a także zajął 3. miejsce w lidze. W 2003 roku znów zakończył sezon ze stołecznym klubem na 3. pozycji, a w 2004 – 4. Sezon 2005, w którym mianowano go kapitanem zespołu, był jego najlepszym w barwach Nacionalu i został po raz pierwszy mistrzem kraju, a do tego zdobył 7 bramek w lidze. Rok 2006 Guagua rozpoczął w klubie z Quito a latem przeszedł na zasadzie wolnego transferu do argentyńskiego Colónu Santa Fe, w którym stał się podstawowym obrońcą i w sezonie 2006/2007 pomógł mu w utrzymaniu w lidze. W 2007 roku wrócił do Ekwadoru i grał w Emeleku Guayaquil. Z kolei w 2008 roku był piłkarzem Barcelony. W 2009 roku powrócił do Nacionalu Quito. Po jednym sezonie w tym klubie przeszedł do LDU Quito. Tam spędził dwa lata, w 2011 roku docierając do finału Copa Sudamericana, po czym podpisał umowę z meksykańskim Atlante FC.
| Sezon   | Klub             | Kraj      | Rozgrywki        | Mecze | Bramki |
| ------- | ---------------- | --------- | ---------------- | ----- | ------ |
| 2000    | CD El Nacional   | Ekwador   | Serie A          | 2     | 0      |
| 2001    | CD El Nacional   | Ekwador   | Serie A          | 27    | 1      |
| 2002    | CD El Nacional   | Ekwador   | Serie A          | 32    | 1      |
| 2003    | CD El Nacional   | Ekwador   | Serie A          | 36    | 1      |
| 2004    | CD El Nacional   | Ekwador   | Serie A          | 41    | 1      |
| 2005    | CD El Nacional   | Ekwador   | Serie A          | 42    | 7      |
| 2006    | CD El Nacional   | Ekwador   | Serie A          | 14    | 1      |
| 2006/07 | CA Colón         | Argentyna | Primera División | 18    | 0      |
| 2007    | Emelec Guayaquil | Ekwador   | Serie A          | 10    | 0      |
| 2008    | Barcelona SC     | Ekwador   | Serie A          | 26    | 2      |
| 2009    | CD El Nacional   | Ekwador   | Serie A          | 30    | 1      |
| 2010    | LDU Quito        | Ekwador   | Serie A          | 34    | 3      |
| 2011    | LDU Quito        | Ekwador   | Serie A          | 26    | 0      |
| 2011/12 | Atlante FC       | Meksyk    | Liga MX          | 16    | 1      |
| 2012/13 | Atlante FC       | Meksyk    | Liga MX          | 16    | 0      |
| 2013    | Deportivo Quito  | Ekwador   | Serie A          |       |        |

## Kariera reprezentacyjna
W 2001 roku Guagua wystąpił z młodzieżową reprezentacją Ekwadoru U-20 na Młodzieżowych Mistrzostwach Świata w Argentynie i doszedł z nią do 1/8 finału. 2 czerwca tego samego roku zadebiutował w pierwszej reprezentacji w wygranym 2:1 spotkaniu z Peru. Niedługo potem wystąpił w Copa América 2001 (Ekwador odpadł w fazie grupowej), a w 2004 roku w Copa América 2004 (także faza grupowa).
W 2006 roku Guagua został powołany przez selekcjonera Luisa Fernando Suáreza do kadry na Mistrzostwa Świata w Niemczech. Tam wystąpił we wszystkich trzech grupowych spotkaniach: wygranych 2:0 z Polską i 3:0 z Kostaryką oraz przegranym 0:3 z Niemcami, ale w 1/8 finału z Anglią (0:1) nie wystąpił.
W 2007 roku Guagua po raz trzeci znalazł się w kadrze Ekwadoru na Copa América 2007, ale nie wyszedł ze swoją reprezentacją z grupy, zajmując w niej ostatnie 4. miejsce i przegrywając wszystkie 3 spotkania.